# Below (Familienname)
Below ist ein deutscher beziehungsweise ein russischer Familienname.

### A
- Alexander von Below (1801–1882), deutscher Gutsbesitzer und Politiker, MdR
- Alexander Alexandrowitsch Below (1951–1978), sowjetischer Basketballspieler
- Alexander Fjodorowitsch Below (1906–1991), sowjetischer Metallurg
- Alexander Sergejewitsch Below (* 1981), russischer Skispringer
- Andreas von Below (1763–1820), livländischer Landmarschall
- Andrei Iwanowitsch Below (1917–2001), sowjetisch-russischer Marschall der Nachrichtentruppe
- Anton von Below (1808–1896), deutscher Generalmajor der Kavallerie
- Anton Sergejewitsch Below (* 1986), russischer Eishockeyspieler

### B
- Bernd von Below (1762–1834), deutscher Oberst und Stadtkommandant
- Bernhard Below (1611–1692), deutsch-schwedischer Mediziner und königlich schwedischer Leibarzt
- Bernhard Below (Architekt) (1854–1931), deutscher Architekt

### C
- Casper Ludwig von Below (1745–1794), deutscher Landrat
- Claus von Below-Saleske (1866–1939), deutscher Diplomat

### D
- Dieter Below (* 1942), deutscher Segler

### E
- Eduard von Below (1856–1942), deutscher General der Infanterie
- Ernst von Below (1863–1955), deutscher General der Infanterie

### F
- Ferdinand von Below (1812–1870), deutscher Generalmajor
- Fred Below (1926–1988), US-amerikanischer Bluesmusiker
- Friedrich George Wilhelm von Below (1769–1812), deutscher Landrat
- Friedrich Karl Ludwig von Below (1750–1814), deutscher Stallmeister
- Fritz von Below (1853–1918), deutscher General

### G
- Georg von Below (1858–1927), deutscher Historiker
- Gerd von Below (General) (1838–1892), preußischer Generalleutnant
- Gerd Bogislav von Below (1726–1786), deutscher Oberst
- Gerd Heinrich von Below (1676–1743), deutscher Jurist und Richter
- Gerd-Paul von Below (1892–1953), deutscher Generalmajor
- Gerda von Below (Freifrau Treusch von Buttlar-Brandenfels; 1894–1975), deutsche Schriftstellerin
- Gottfried Below (* 1924), deutscher Fußballspieler
- Günther von Below (1835–1933), deutscher Oberst
- Günther von Below (Jurist) († 1972), deutscher Jurist

### H
- Hans von Below (Hans Vinzent Stanislaus von Below; 1862–1933), deutscher Generalleutnant
- Hans Karl Friedrich Franz von Below (1764–1840), deutscher Generalmajor
- Hedwig von Below (1858–1930), deutsche Schriftstellerin
- Heinrich von Below (1856–1907), deutscher Rittergutsbesitzer und Verwaltungsbeamter

### I
- Irene Below (* 1942), deutsche Kunsthistorikerin
- Iwan Panfilowitsch Below (1893–1938), sowjetischer General

### J
- Jewgeni Nikolajewitsch Below (* 1990), russischer Skilangläufer
- Johann Below (1601–1668), deutscher Mediziner und Hochschullehrer
- Juri Andrejewitsch Below (1930–1991), sowjetischer Schauspieler und Synchronsprecher
- Juri Wladimirowitsch Below (Mediziner) (* 1954), russischer Mediziner, Akademiemitglied
- Juri Wladimirowitsch Below (* 1981), belarussischer Kugelstoßer

### K
- Karl von Below (1821–1871), deutscher Rittergutsbesitzer und Politiker
- Karl Friedrich von Below (1794–1867), deutschbaltischer Adliger und Offizier
- Karl-Heinz Below (1906–1984), deutscher Rechtswissenschaftler und Hochschullehrer
- Klaus Below (* 1941), deutscher Fernsehjournalist

### L
- Lorenz Ludwig von Below (1692–1760), deutscher Generalmajor

### M
- Matthias Wilhelm von Below (1722–1798), deutscher Generalleutnant
- Michael Arnoldowitsch Below (* 2001), russischer Automobilrennfahrer

### N
- Nicolaus von Below (General) (1855–1915), deutscher Generalmajor
- Nicolaus von Below (1907–1983), deutscher Oberst der Luftwaffe
- Nikolai Grigorjewitsch Below (1919–1987), sowjetischer Ringer
- Nikolai Semjonowitsch Below (1908–1972), sowjetischer Wissenschaftler auf dem Gebiet der Rundfunktechnik
- Nikolai Sergejewitsch Below (* 1987), russischer Eishockeyspieler
- Nikolai Wassiljewitsch Below (1891–1982), russischer Geochemiker, Mineraloge und Kristallograph
- Nikolaus von Below (General) (1648–1707), deutscher Generalmajor
- Nikolaus von Below (Politiker) (1837–1919), deutscher Gutsbesitzer und Politiker
- Nikolaus von Below (General, 1855) (1855–1915), deutscher Generalmajor
- Nikolaus Bertram von Below (1728–1779), preußischer Kammerpräsident

### O
- Ottilie von Below (1837–1894), deutsche Schriftstellerin
- Otto von Below (1857–1944), deutscher General

### P
- Pawel Alexejewitsch Below (1897–1962), sowjetischer General
- Peter Below (1942–2022), deutscher Fußballtorwart

### R
- Richard von Below (Politiker) (1833–1875), deutscher Gutsbesitzer und Politiker
- Richard von Below (Maler) (1879–1925), deutscher Maler und Illustrator

### S
- Sergei Alexandrowitsch Below (1944–2013), russischer Basketballspieler
- Simon Below (* 1995), deutscher Jazzmusiker

### W
- Wassili Iwanowitsch Below (1932–2012), russischer Schriftsteller
- Werner von Below (1784–1847), deutscher Generalmajor
- Wjatscheslaw Alexandrowitsch Below (* 1983), russischer Eishockeyspieler
- Wladimir Borissowitsch Below (1958–2016), sowjetischer Handballspieler
- Wladimir Jewgenjewitsch Below (1954–2021), sowjetischer Eisschnellläufer
- Wladimir Sergejewitsch Below (* 1984), russischer Schachspieler